# Jerry Hardin
Jerry Waynn Hardin (* 20. November 1929 in Dallas, Texas) ist ein US-amerikanischer Schauspieler.

## Leben
Hardin erhielt nach seinem Abschluss an der Southwestern University in Georgetown über das Fulbright-Programm ein Stipendium für die Royal Academy of Dramatic Art in London. Nach einigen Jahren am Theater begann Ende der 1950er Jahre seine Film- und Fernsehkarriere. Sein Filmdebüt hatte er 1958 in einer im Abspann nicht genannten Rolle in Kilometerstein 375 neben Robert Mitchum und Gene Barry. 1960 spielte er am Broadway in zwei Produktionen von William Shakespeares Drama Henry IV. Erst ab Mitte der 1970er Jahre etablierte sich Hardin als vielgebuchter Gastschauspieler in Fernsehserien. 1982 hatte er seine erste größere Filmrolle in Clint Eastwoods Honkytonk Man, im Jahr darauf war er in der Stephen-King-Verfilmung Cujo zu sehen. Bis Mitte der 2000er Jahre spielte er in einigen erfolgreichen Hollywoodproduktionen. Bekannt wurde er allerdings vor allem beim Fernsehpublikum durch seine Darstellung des Deep Throat in der Science-Fiction-Serie Akte X – Die unheimlichen Fälle des FBI zwischen 1993 und 1999. In Raumschiff Enterprise – Das nächste Jahrhundert stellte er 1992 in der Cliffhanger-Doppelfolge zwischen der fünften und sechsten Staffel Samuel Clemens/Mark Twain dar. Zudem war er von 1986 bis 1992 als Staatsanwalt Malcolm Gold in L.A. Law – Staranwälte, Tricks, Prozesse zu sehen.
Hardin ist seit 1959 mit der Schauspiellehrerin Diane Hardin verheiratet, zu deren Schülern unter anderem Leonardo DiCaprio und Hilary Swank zählten. Seine Tochter Melora Hardin ist ebenfalls Schauspielerin, sein Sohn arbeitet als Produzent für NBC.

## Filmografie (Auswahl)

### Serien
- 1962: Preston & Preston (The Defenders)
- 1973: Der Chef (Ironside)
- 1974: Rauchende Colts (Gunsmoke)
- 1976: Detektiv Rockford – Anruf genügt (The Rockford Files)
- 1977: Starsky und Hutch
- 1979: Unsere kleine Farm (Little House on the Prairie)
- 1983: Agentin mit Herz (Scarecrow and Mrs. King)
- 1984: Remington Steele
- 1984: Simon & Simon
- 1985: Miami Vice
- 1986: Golden Girls (Folge: „Unzüchtiger Antrag“)
- 1986–1992: L.A. Law – Staranwälte, Tricks, Prozesse (L.A. Law)
- 1992: Raumschiff Enterprise – Das nächste Jahrhundert (Star Trek: The Next Generation)
- 1993: Superman – Die Abenteuer von Lois & Clark (Lois & Clark: The New Adventures of Superman)
- 1993–1999: Akte X – Die unheimlichen Fälle des FBI (The X-Files)
- 1994–1995: Melrose Place
- 1995: Star Trek: Raumschiff Voyager (Star Trek: Voyager)
- 1997: Ally McBeal
- 1998: From the Earth to the Moon
- 2003: Nip/Tuck – Schönheit hat ihren Preis (Nip/Tuck)
- 2004: Crossing Jordan – Pathologin mit Profil (Crossing Jordan)
- 2009: Cold Case – Kein Opfer ist je vergessen (Cold Case)

### Filme
- 1979: 1941 – Wo bitte geht’s nach Hollywood (1941)
- 1982: Honkytonk Man
- 1982: Die unheimlichen Zwei (Mysterious Two)
- 1983: Cujo
- 1984: Die Herzensbrecher (Heartbreakers)
- 1985: Der Falke und der Schneemann (The Falcon and the Snowman)
- 1985: Warnzeichen Gen-Killer (Warning Sign)
- 1986: Big Trouble in Little China
- 1988: Milagro – Der Krieg im Bohnenfeld (The Milagro Beanfield War)
- 1988: Little Nikita
- 1988: Roots – Das Geschenk der Freiheit (Roots: The Gift, Fernsehfilm)
- 1989: Blaze – Eine gefährliche Liebe (Blaze)
- 1990: Fremde Schatten (Pacific Heights)
- 1990: Der Mond über Plymouth (Plymouth), Pilotfilm zur Serie
- 1993: Die Firma (The Firm)
- 1996: Das Attentat (Ghosts of Mississippi)
- 1996: Wer ist Mr. Cutty? (The Associate)
- 2004: Hidalgo – 3000 Meilen zum Ruhm (Hidalgo)
- 2005: Sind wir schon da? (Are We There Yet?)

## Broadway
- 1960: Henry IV, Part I
- 1960: Henry IV, Part II
- 1999–2000: The Rainmaker